# Julio Arboleda Pombo
Julio Arboleda Pombo (Popayán, 9 giugno 1817 – Barruecos, 13 novembre 1862) è stato un poeta e politico colombiano.
Liberale esiliato nel 1851, fu eletto nel 1854 presidente della confederazione Granadina, ma fu assassinato nel 1862, probabilmente su ordine di Tomás Cipriano Mosquera, che assunse il ruolo di Arboleda nel 1863.